# Bugulmà
Bugulmà - Бугульма (rus) - és una ciutat de la República de Tatarstan, a Rússia.

## Galeria d'imatges

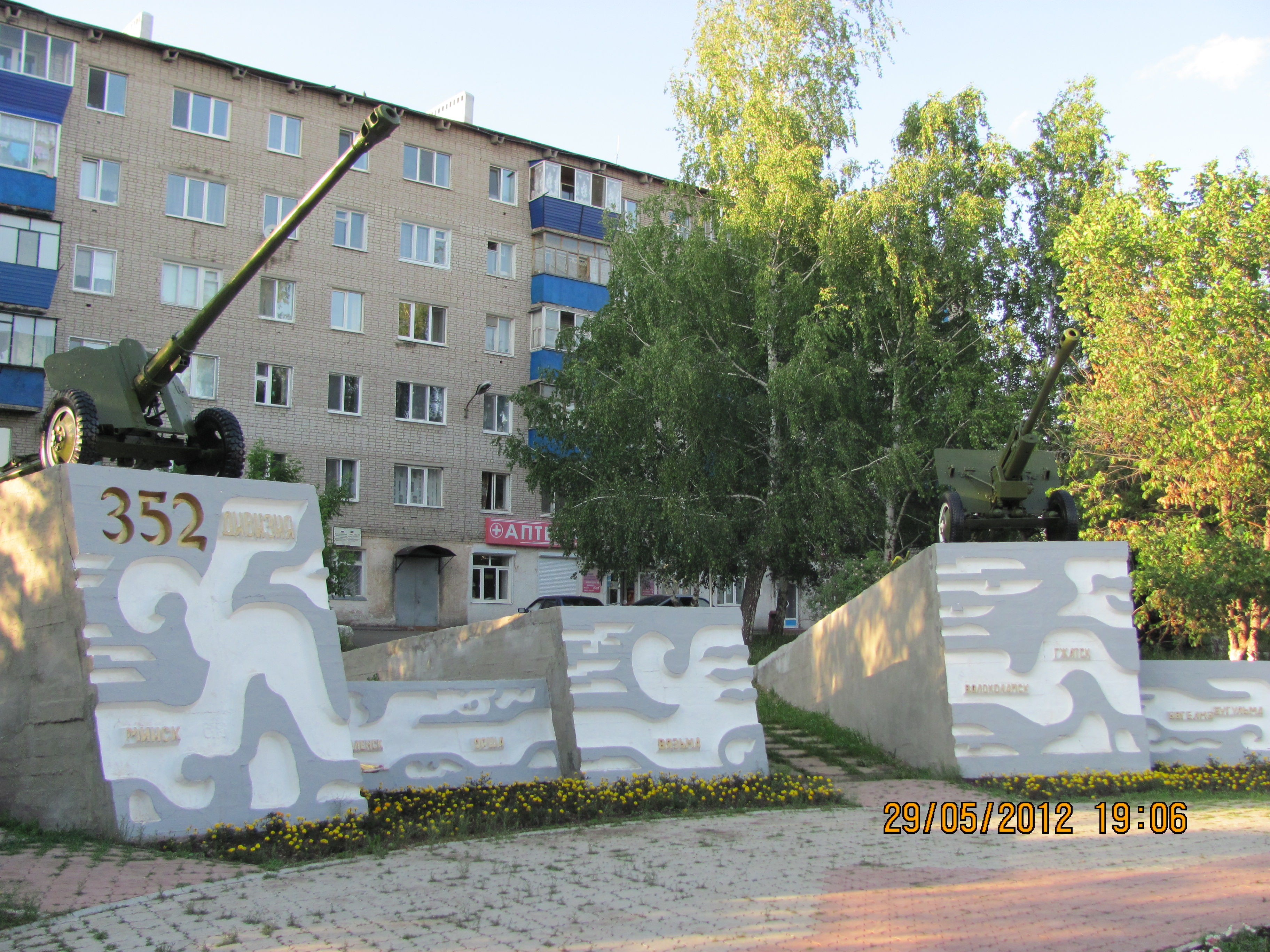
Memorial de la 352a Divisió d'Orxa
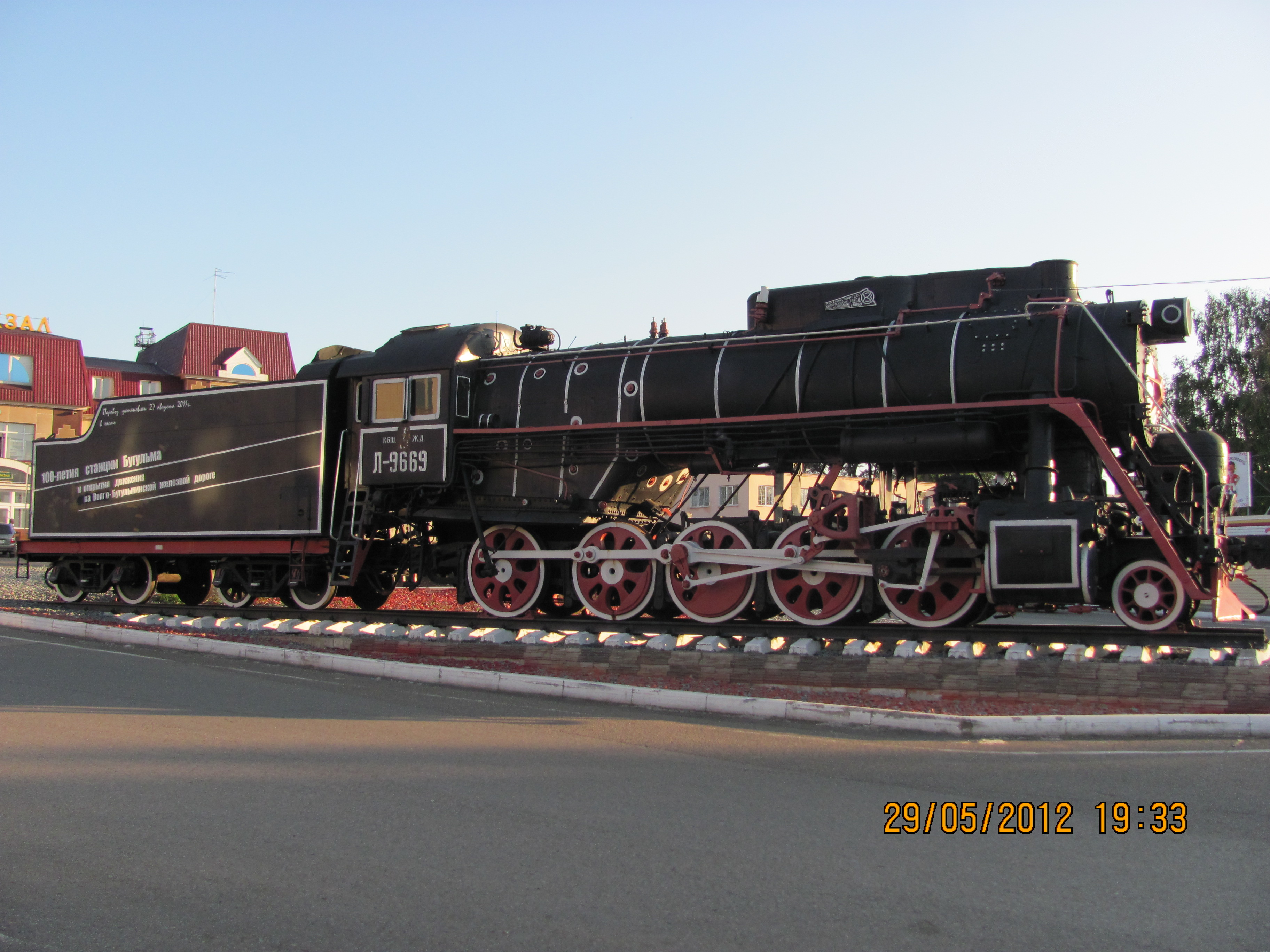
Locomotora de la sèrie L-9669
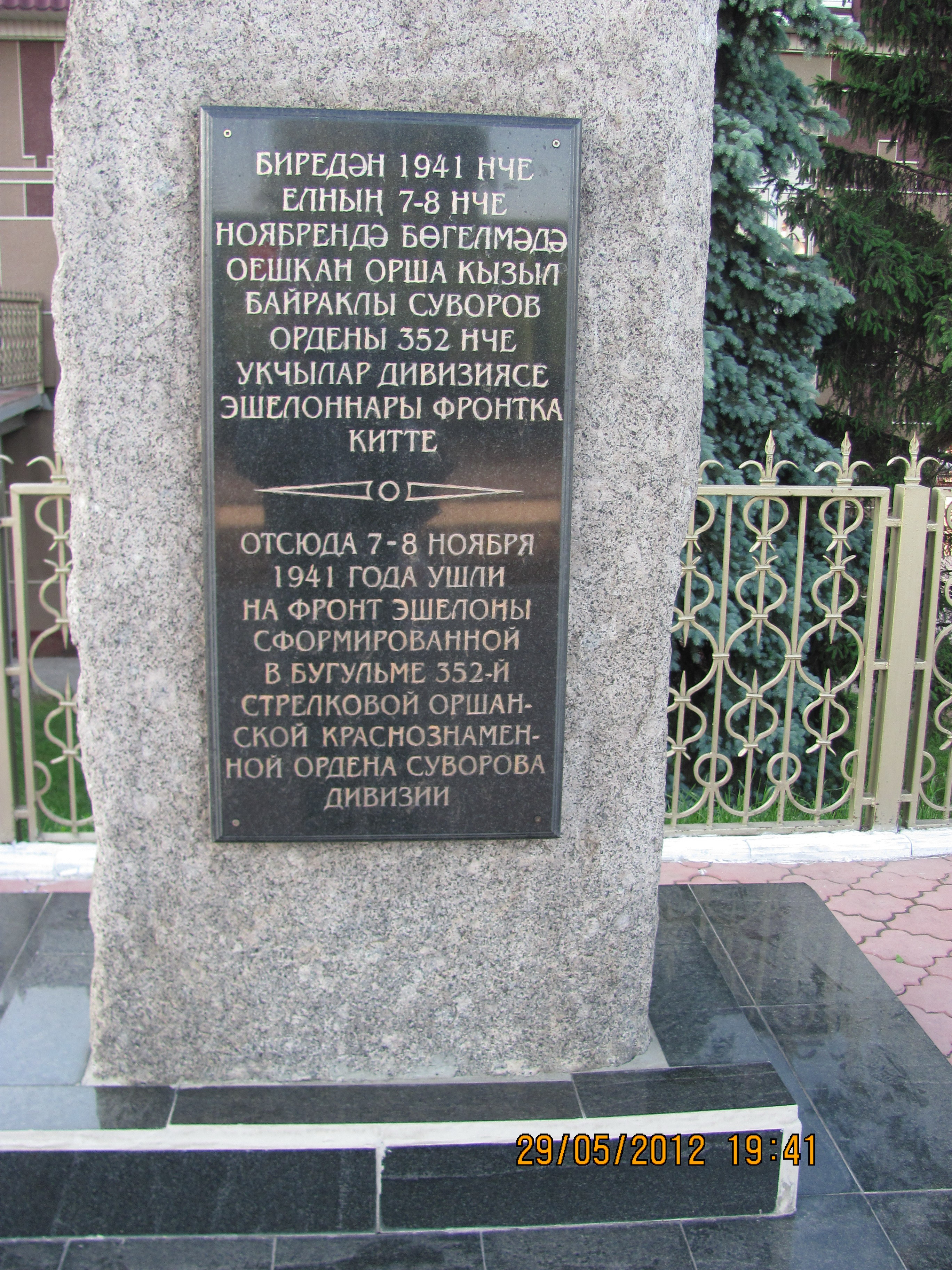
Obelisc a la 352a Divisió d'Orxa
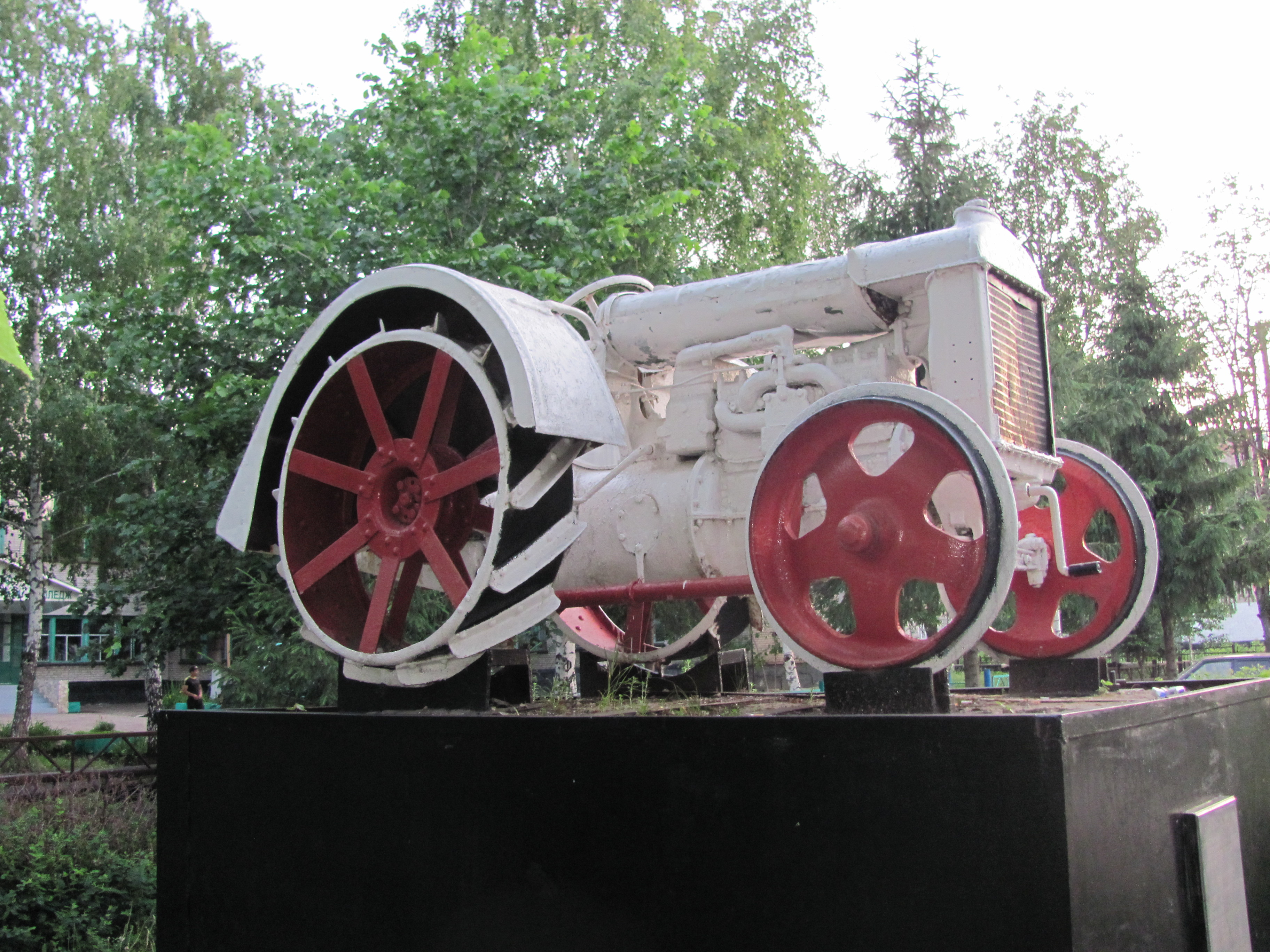
Tractor "Fordzon", de la fàbrica Krasni Putilovets (1923).

## Ciutats agermanades
- Aydın, Turquia